# Маккерроу, Кларенс
Кларенс Маккерроу (англ. Clarence McKerrow; 18 января 1877 — 20 октября 1959, Монреаль) — канадский игрок в лакросс, чемпион летних Олимпийских игр 1908.

## Достижения
На Играх 1908 в Лондоне Мак-крроу участвовал в мужском турнире, в котором его сборная заняла первое место, выиграв в единственном матче у Великобритании.
Обладатель Кубка Стэнли 1902 года как тренер-менеджер «Монреаль ХК».
Обладатель Кубка Стэнли 1908 года как помощник президента в «Монреаль Уондерерз»